# Magdalena Katharina von Pfalz-Zweibrücken
Magdalena Katharina von Pfalz-Zweibrücken (* 26. April 1607 in Zweibrücken; † 20. Januar 1648 in Straßburg) war eine Pfalzgräfin von Zweibrücken und durch Heirat Herzogin und Pfalzgräfin von Birkenfeld.

## Leben
Magdalena Katharina war das einzige Kind des Herzogs und Pfalzgrafen Johann II. von Zweibrücken (1584–1635) aus dessen erster Ehe mit Cathérine (1578–1607), Tochter des René II. de Rohan, Vicomte de Rohan und Comte de Porhoët. Aus der zweiten Ehe ihres Vaters hatte sie sieben Halbgeschwister, von denen der älteste Halbbruder, Friedrich, den Vater als Pfalzgraf und Herzog von Pfalz-Zweibrücken beerbte.
Sie heiratete am 14. November 1630 in Zweibrücken Herzog und Pfalzgraf Christian I. von Birkenfeld (1598–1654). Als Mitgift brachte Magdalena Katharina ihrem Ehemann die Herrschaft Bischweiler im Elsass mit in die Ehe. Das Paar wohnte zunächst in einem Flügel des Schlosses von Birkenfeld. In Bischweiler ließ Christian I. ein Schloss errichten, in dem die Familie später residierte. Bischweiler wurde in den Wirren des Dreißigjährigen Krieges 1635 vollständig zerstört.
Magdalena Katharina starb im Exil in Straßburg und ist in der reformierten Pfarrkirche von Bischweiler bestattet.

## Nachkommen
Aus ihrer Ehe hatte Magdalena Katharina folgende Kinder:
- Sohn (*/† 1631)
- Gustav Adolf (*/† 1632)
- Johann Christian (*/† 1633)
- Dorothea Katharina (1634–1715)

⚭ 1649 Graf Johann Ludwig von Nassau-Ottweiler (1625–1690)
- Luise Sophie (1635–1691)
- Christian II. (1637–1717), Herzog und Pfalzgraf von Birkenfeld

⚭ 1667 Gräfin Katharina Agathe von Rappoltstein (1648–1683)
- Johann Karl (1638–1704), Herzog und Pfalzgraf von Gelnhausen

⚭ 1. 1685 Prinzessin und Pfalzgräfin Sophie Amalie von Zweibrücken (1646–1695)
⚭ 2. 1696 Esther Marie von Witzleben (1665–1725)
- Anna Magdalena (1640–1693)

⚭ 1659 Graf Johann Reinhard II. von Hanau-Lichtenberg (1628–1666)